# In the Middle (The Mamas)
In the Middle è un singolo del gruppo musicale svedese The Mamas, pubblicato il 27 febbraio 2021 su etichetta discografica Universal Music Group.

## Descrizione
Con In the Middle il gruppo ha preso parte a Melodifestivalen 2021, la competizione canora svedese utilizzata come processo di selezione per l'Eurovision Song Contest 2021. Si tratta della seconda partecipazione al festival delle Mamas, dopo la loro vittoria all'edizione del 2020 con Move. Essendo risultate fra i due più votati dal pubblico tra i sette partecipanti alla loro semifinale, hanno avuto accesso diretto alla finale del 13 marzo. Qui si sono piazzate al 3º posto su 12 partecipanti con 106 punti totalizzati, di cui 50 provenienti dalle giurie internazionali e 56 risultanti dal televoto.

## Tracce
Testi e musiche di Emily Falvey, Robin Stjernberg e Jimmy Jansson.
1. In the Middle – 3:03

## Classifiche
| Classifica (2021) | Posizione massima |
| ----------------- | ----------------- |
| Svezia            | 9                 |